# Puente de Gibraltar
El Puente sobre el estrecho de Gibraltar, simplemente denominado Puente de Gibraltar, era un macroproyecto multimillonario y novedoso en el ámbito de la ingeniería civil, el cual presumiblemente sería puesto en marcha a finales de la década de 2010, con el fin de unir España y Marruecos a través del estrecho de Gibraltar.

## Objetivos
Iba a ser un puente que, con una longitud aproximada de 27 kilómetros, conectaría a los continentes de Europa y África a través de sus partes más próximas, es decir, España y Marruecos.
Este macropuente podría haber alcanzado los 1000 metros de altura por sobre el nivel del mar, dándole la categoría indiscutible del puente más extenso de todo el planeta. Además, se planeaba una capacidad suficiente para albergar a 3 carriles de automóviles y a 2 rieles ferroviarios.
Lo que se pretendía con este puente era principalmente unir a los dos continentes por carretera.
El proyecto de este puente implicaba la utilización del acero, a partir de la combinación de dos tecnologías solo posibles con el uso del cable de acero: el puente colgante por excelencia de cables verticales y el puente de cables inclinados o diagonales.
Esta combinación no ha sido utilizada de esta forma hasta el momento en ningún proyecto que se haya construido, aunque sí se ha aplicado exitosamente de forma independiente.
El Puente de Gibraltar solo sería posible con la aplicación de manera sinérgica de otras tecnologías, ligadas al mundo de la robótica y la cibernética, tales como un sistema de amortiguadores para las bases de las torres de concreto de las cuales pendería el puente, que fueran capaces de evitar los efectos de posibles choques de los barcos petroleros que atraviesan esas aguas.

## Nula posibilidad de existencia
Posteriormente, el proyecto fue cambiado por uno más "fácil", accesible y económico.
Dicha alternativa consiste en un túnel subterráneo, el cual uniría a ambas naciones de igual manera. El túnel subterráneo está falto de financiación, por lo que el proyecto peligra.